# All Fools Day
All Fools Day è un album dei The Saints, pubblicato nel 1986. Il disco ebbe un discreto successo negli Stati Uniti anche grazie al video di Just Like Fire Would, che venne mandato in rotazione su MTV.

## Tracce
1. Just Like Fire Would – 3:24
2. First Time – 3:39
3. Hymn to Saint Jude – 3:34
4. See You In Paradise – 4:18
5. Love or Imagination – 3:46
6. Celtic Ballad – 2:50
7. Empty Page – 3:28
8. Big Hits (On the Underground) – 3:04
9. How to Avoid Disaster – 2:48
10. Blues on My Mind – 2:59
11. Temple of the Lord – 3:45
12. All Fools Day – 4:46

## Formazione
- Chris Bailey - voce
- Richard Burgman - chitarra
- Arturo Larizza - basso
- Ivor Hay - batteria